# Joseph Glidden
Joseph Farwell Glidden (Charlestown, 18 de janeiro de 1813 — DeKalb, 9 de outubro de 1906) foi um fazendeiro estadunidense. Patenteou o arame farpado, o qual marcou de forma indelével o desenvolvimento da Região Oeste dos Estados Unidos.

## Biografia
Nascido em New Hampshire em 1813, mudou-se (1843) para Illinois com sua companheira, Clarissa Foster, que morreu pouco depois. Em 1851 Glidden casou-se com uma certa Lucinda Warne. Homem de personalidade brilhante e eclética, inventou o arame farpado usando um moedor de café para dar a forma particular com pontas afiadas. Ele o patenteou em 1874 , mas foi imediatamente acusado de plágio e julgado. Totalmente absolvido, fundou a Barb Fence Company em DeKalb.
DeKalb County Sheriff de 1852 a 1854, começando em 1867 ele era um membro da Agricultural and Mechanical Society. Em 1876 concorreu a senador, e em 1881 construiu uma fazenda em uma área deserta perto de Amarillo para demonstrar a eficiência de sua invenção. Filantropo, doou 255 000 m² de terreno para construir uma escola, a Northern Illinois Normal School.

Morreu em 1906 , aos 93 anos.